# Świnna (województwo wielkopolskie)
Świnna – wieś w Polsce położona w województwie wielkopolskim, w powiecie słupeckim, w gminie Ostrowite.
W latach 1975–1998 miejscowość położona była w województwie konińskim.
Zobacz też: Świnna, Świnna Poręba